# Benbecula

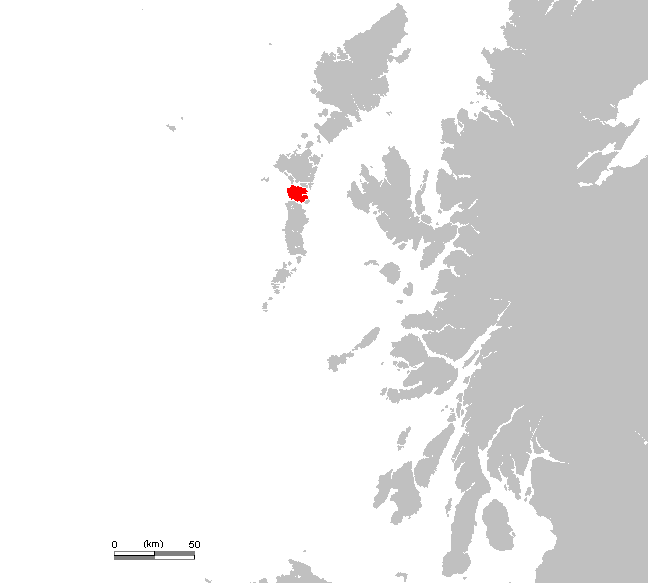
Benbeculas läge i Yttre Hebriderna.

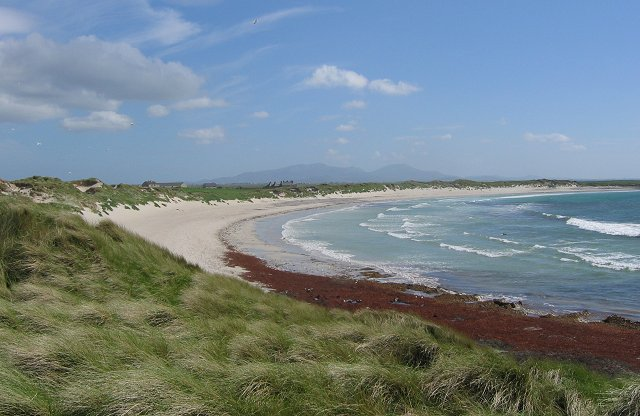
Strand på Benbecula.

Benbecula (skotsk gaeliska Beinn na Faoghla) är en ö i Yttre Hebriderna i Skottland. Den största orten på Benbecula är Balivanich. Vid folkräkningen 2001 hade Benbecula 1 249 invånare. 

## Geografi
Ön ligger mellan öarna North Uist och South Uist och har vägförbindelse med båda de öarna. Benbeculas flygplats har dagliga flygningar till Glasgow, Stornoway och Barra. Den största orten, Balivanich, är administrativt centrum för öarna. Det finns också andra orter på ön, Craigstrome, som ligger på den östra sidan av ön, tillika öns högsta punkt, och Lionacleit och Creagorry. Benbeculas västra sida har frodig växtlighet medan den östra sidan består av ljunghedar, myrar och flera vikar och fjordar. 
- Wikimedia Commons har media som rör Benbecula.